# Фоке, Жоэль Мари
Жоэль Мари Фоке (фр. Joël-Marie Fauquet; род. 27 апреля 1942, Ножан-ле-Ротру) — французский музыковед.
Первоначально занимался визуальными искусствами, переключившись на музыкальные довольно поздно. Окончил университет в 1976 г., защитив диплом об Алексисе де Кастильоне. В 1981 г. защитил диссертацию доктора музыковедения, посвящённую парижским камерным ансамблям середины XIX века. С 1983 г. работает в Национальном центре научных исследований, с 1993 г. возглавляет музыковедческую программу центра. С 1984 г. руководит также семинаром по социальной истории музыки.
Автор основательной биографии Сезара Франка (1999) и энциклопедии «Словарь французской музыки XIX века» (фр. Dictionnaire de la musique en France au xixe siècle; 2003). Опубликовал аннотированный каталог произведений Шарля Турнемира, том переписки Эдуара Лало и др.